# Raoul Blanc
Raoul Blanc (* 28. August 1905 in Marseille; † 22. Juli 1985 ebenda) war ein französischer Fußballspieler.

## Karriere
Blanc begann als Jugendlicher seine Laufbahn beim südfranzösischen Verein Olympique Marseille, für den er von 1922 an auf dem Platz stand; zum damaligen Zeitpunkt war dieser mangels der Existenz einer Profiliga ein Amateurverein. Dennoch wurde der Spieler im Mittelfeld einer Mannschaft eingesetzt, die in den darauffolgenden Jahren Erfolge auf nationaler Ebene verbuchte, wobei das Erreichen des Pokalfinals 1924 den Anfang machte. Blanc gehörte zu den elf Spielern, die den FC Cette mit 3:2 nach Verlängerung schlugen und sicherte sich so den ersten Titelgewinn seiner Laufbahn.
1926 konnte er dank eines 4:1-Erfolgs gegen die AS Valentigney, bei dem er erneut auf dem Platz stand, zum zweiten Mal in seiner Laufbahn den nationalen Pokal gewinnen. 1927 wiederholte er die Mannschaft diesen Erfolg, doch Blanc selbst durfte in diesem Jahr nicht erneut am Endspiel teilnehmen. Danach blieb er Marseille weiter treu und zählte infolgedessen in der Spielzeit 1932/33 zu der Mannschaft, die für den Klub in der neugegründeten Profiliga Division 1 antreten sollte. Allerdings hatte er mannschaftsintern die Rolle eines Ersatzspielers inne und nahm am Auftakt der höchsten französischen Spielklasse im September 1932 nicht teil. Am 20. November 1932 debütierte er bei einem 2:2 gegen den EAC Roubaix doch noch in der ersten Liga, auch wenn dies seine einzige Partie im Profifußball blieb.